# Fukuokakūkō (metropolitana di Fukuoka)
Fukuokakūkō (福岡空港?, Fukuokakūkō-eki) è una stazione della metropolitana di Fukuoka che si trova a Hakata. La stazione, capolinea orientale della linea Kūkō, serve direttamente il sovrastante aeroporto di Fukuoka. Da questo punto di vista, si tratta dell'unica stazione metropolitana servente un aeroporto in Giappone, in quanto gli altri aeroporti del paese sono raggiunti da ferrovie o monorotaie.

## Struttura
La stazione è dotata di un marciapiede a isola con due binari passanti sotterranei.
| 1-2 | Linea Kūkō | per Hakata, Tenjin, Meinohama e Nishi-Karatsu |

## Statistiche di utilizzo
In media, nell'anno 2015 ogni giorno gli utenti sono stati 24.901 persone, rendendola la terza stazione più utilizzata della rete cittadina, dopo Hakata e Tenjin.
Di seguito la tabella sul traffico passeggeri degli ultimi anni:
| Anno | Media giornaliera |
| ---- | ----------------- |
| 2001 | 20,774            |
| 2002 | 20,746            |
| 2003 | 20,177            |
| 2004 | 20,098            |
| 2005 | 20,017            |
| 2006 | 20,094            |
| 2007 | 20,053            |
| 2008 | 19,885            |
| 2009 | 19,116            |
| 2010 | 18,994            |
| 2011 | 19,732            |
| 2012 | 21,203            |
| 2013 | 22,640            |
| 2014 | 23,748            |
| 2015 | 24,901            |

## Stazioni adiacenti
| «           | Servizio   | »          |
| Linea Kūkō  | Linea Kūkō | Linea Kūkō |
| ----------- | ---------- | ---------- |
| Higashi-Hie | -          | Capolinea  |